# 火星の虹
『火星の虹』（かせいのにじ 原題：Martian Rainbow）は、アメリカの物理学者および作家であるロバート・L・フォワードが書いたSF小説である。火星に植民地が設けられる近未来を舞台にしている。

## あらすじ
火星を回る軌道上にある宇宙船で、そっくりの顔をした兄弟が話しあっていた。兄はオーガスタス・アームストロング（愛称はガス）、弟はアレクサンダー・アームストロング（愛称はアレックス）。2人は一卵性双生児で、国連火星遠征軍の最高指揮官と、遠征軍の司令官としてここにいた。目的は、火星の各地に設けられた新生ソヴィエト連邦の基地を占領するためである。いまや占領は終わり、武装も解除された。ガスはこのまま火星に残り、火星協会の初代会長を務めることになった。アレックスは地球に戻り、英雄としてまつり上げられた。そんなアレックスに、合一教会の主宰者が目をつけた。教会の広告塔として使うつもりである。やがて合一教会の信者たちの力もあって、アレックスはアメリカの終身大統領の地位にまで登った。
月面基地に取り残されていた人々を救出するため、火星から船団が送りこまれた。手間と時間のかかるエアロックを使わず、宇宙船から投下したネットにつかまるという方法で、短時間のうちにほとんどの人は救出され、火星に連れてくることができた。しかし、ガスと親密だった女性がアレックスの手に落ちた。権力を握ったアレックスの野心はとどまるところを知らず、彼は地球を1週間で公転する爆弾衛星を打ち上げた。1週間ごとに、彼自身の手のひらを当ててリセットしないと、衛星は爆発する。これは暗殺から自分の身を守る手段でもあった。アレックスの野望を打ち砕くため、ガスは小惑星に偽装した小型宇宙船に乗りこみ、単身地球へ潜入した。
月日がたち、初めてアレックスが火星に降り立った。誰の手助けも求めることなく、屋外活動用の装備を正しく身に着け、同行者の装備も点検しているアレックスが、かつて火星で暮らし、そして「火星の虹」を見たことがあるのは明らかだった。

## 書誌情報
『火星の虹』 山高昭訳 ハヤカワ文庫 SF986 1992年9月 ISBN 4-15-010986-9